# Cuento del zar Saltan

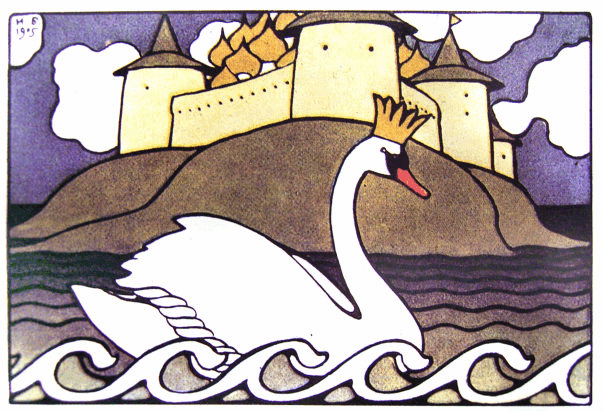
Ilustración de la Princesa-Cisne por Iván Bilibin, 1905

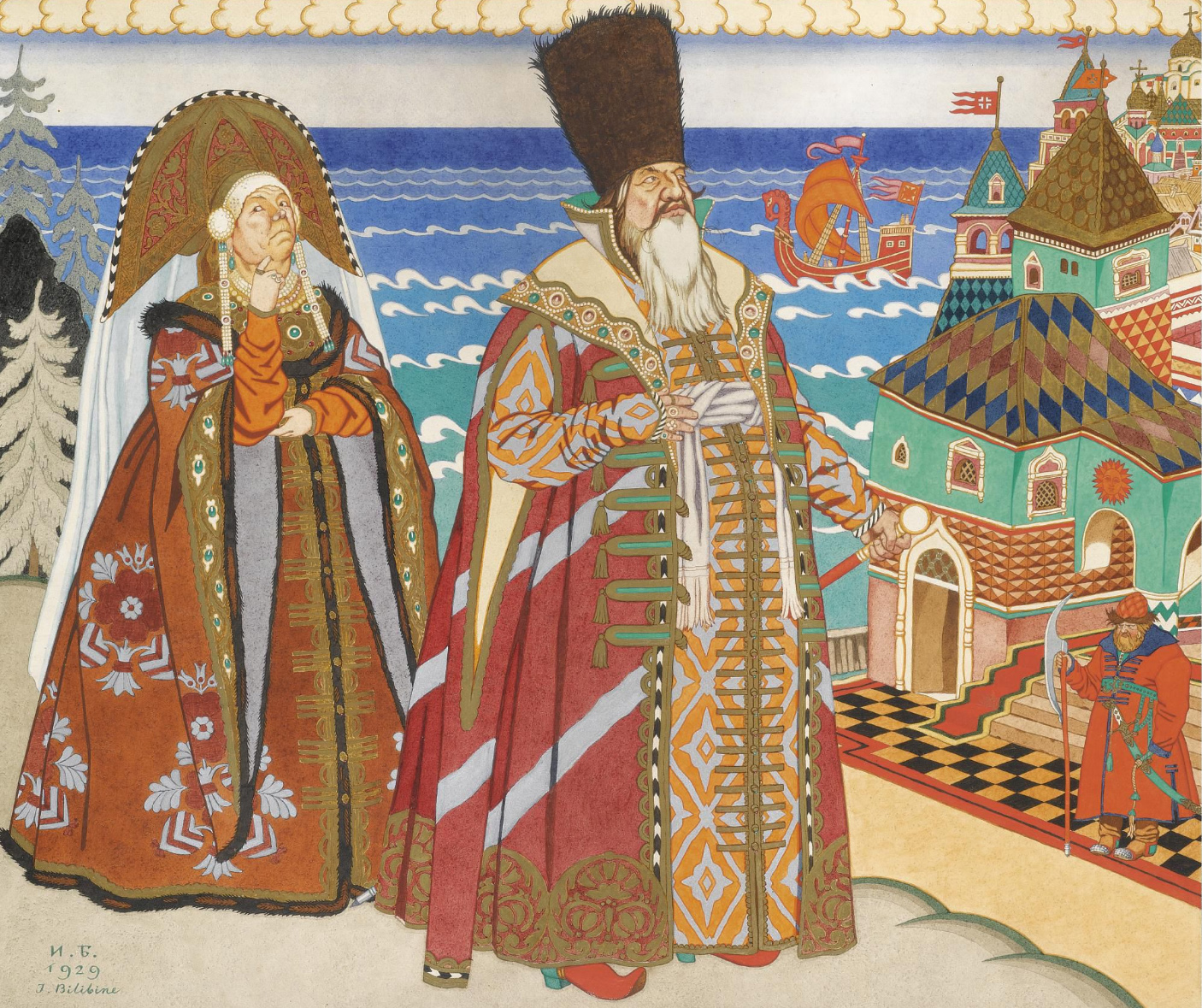
El zar Saltán y Babarija por Iván Bilibin, 1929

El cuento del zar Saltán, de su hijo el renombrado y grandioso bogatyr el Príncipe Gvidón Saltánovich, y la Hermosa Princesa-Cisne (en ruso: «Сказка о царе Салтане, о сыне его славном и могучем богатыре князе Гвидоне Салтановиче и о прекрасной царевне Лебеди», romanizado: Skazka o tsaré Saltane, o syne yegó slávnom i mogúchem bogatyré kniaze Gvidone Saltánoviche i o prekrásnoy tsarevne Lébedi) es un cuento de hadas escrito en verso en 1831 por Aleksandr Pushkin. Como cuento folclórico está clasificado según la clasificación de Aarne–Thompson como cuento tipo 707 por sus aguas danzantes, la manzana cantarina y el ave que habla.

## Sinopsis
La historia trata sobre tres hermanas. La más joven es elegida por el zar Saltán para ser su esposa. El zar ordena a las otras dos hermanas que sean su cocinera real y tejedora real. Ellas se ponen celosas de su hermana menor. Cuando el zar se va a la guerra, la zarina da a luz a un hijo, el príncipe Gvidón. Las hermanas mayores hacen arreglos para que la zarina y el niño sean sellados en un barril y arrojados al mar.
El mar se apiada de ellos y los arroja a la orilla de una isla remota, Buyán. El hijo, que ha crecido rápidamente mientras estaba en el barril, sale a cazar. Termina salvando de un milano a un cisne encantado.
El cisne crea una ciudad para que el príncipe Gvidón gobierne, pero siente nostalgia, por lo que el cisne lo convierte en un mosquito para ayudarlo. De esta forma, visita la corte del zar Saltan, donde pica a su tía en el ojo y escapa. De vuelta en su reino, el cisne le da a Gvidón una ardilla mágica. Pero sigue suspirando por su hogar, por lo que el cisne lo transforma de nuevo, esta vez en una mosca. De esta forma, el príncipe Gvidón visita la corte de Saltán nuevamente y le pica a su tía mayor en el ojo. La tercera vez, el Príncipe se transforma en abejorro y le pica la nariz a la matrona de la familia.
Al final, el Príncipe expresa su deseo de tener una novia en lugar de su antiguo hogar, momento en el que se revela que el cisne es una hermosa princesa, con quien se casa. Finalmente recibe la visita del zar, quien se alegra de encontrar a su hijo y nuera recién casados.

## Traducción
El relato fue contado en forma de prosa por el periodista estadounidense Post Wheeler, en su libro Cuentos de Maravillas Rusos.

## Adaptaciones
- 1900 - La Historia del zar Saltán, ópera de Nikolái Rimski-Kórsakov en la que se encuentra la popular pieza El vuelo del abejorro.
- 1943 - La Historia del zar Saltan, URSS, película de animación tradicional dirigida por las hermanas Brumberg.[4]
- 1966 - La Historia del zar Saltán, URSS, largometraje dirigido por Aleksandr Ptushkó.[5]
- 1984 - La Historia del zar Saltán, URSS, película de animación tradicional dirigida por Iván Ivanov-Vanó y Lev Milchin.[6]

### Teatro
- El cuento del zar Saltán, Moldavia espectáculo del Teatro Ruso Estatal de Chișinău nombrado en honor a A. P. Chéjov (1999), dirigido por Băno Axionov[7]

2012 Malek Rama Lakhooma, el poema arameo asirio de Hannibal Alkhas, basado libremente en el cuento de hadas de Pushkin, se representó en San José, CA (Estados Unidos). Edwin Elieh compuso la música disponible en CD.

## Galería de ilustraciones
Ivan Bilibin realizó las siguientes ilustraciones del cuento de Pushkin en 1905:

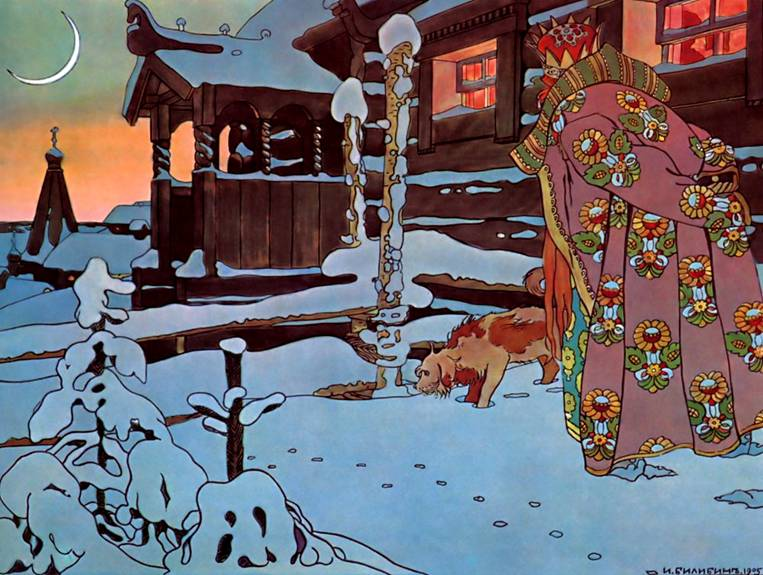
El zar Saltán en la ventana
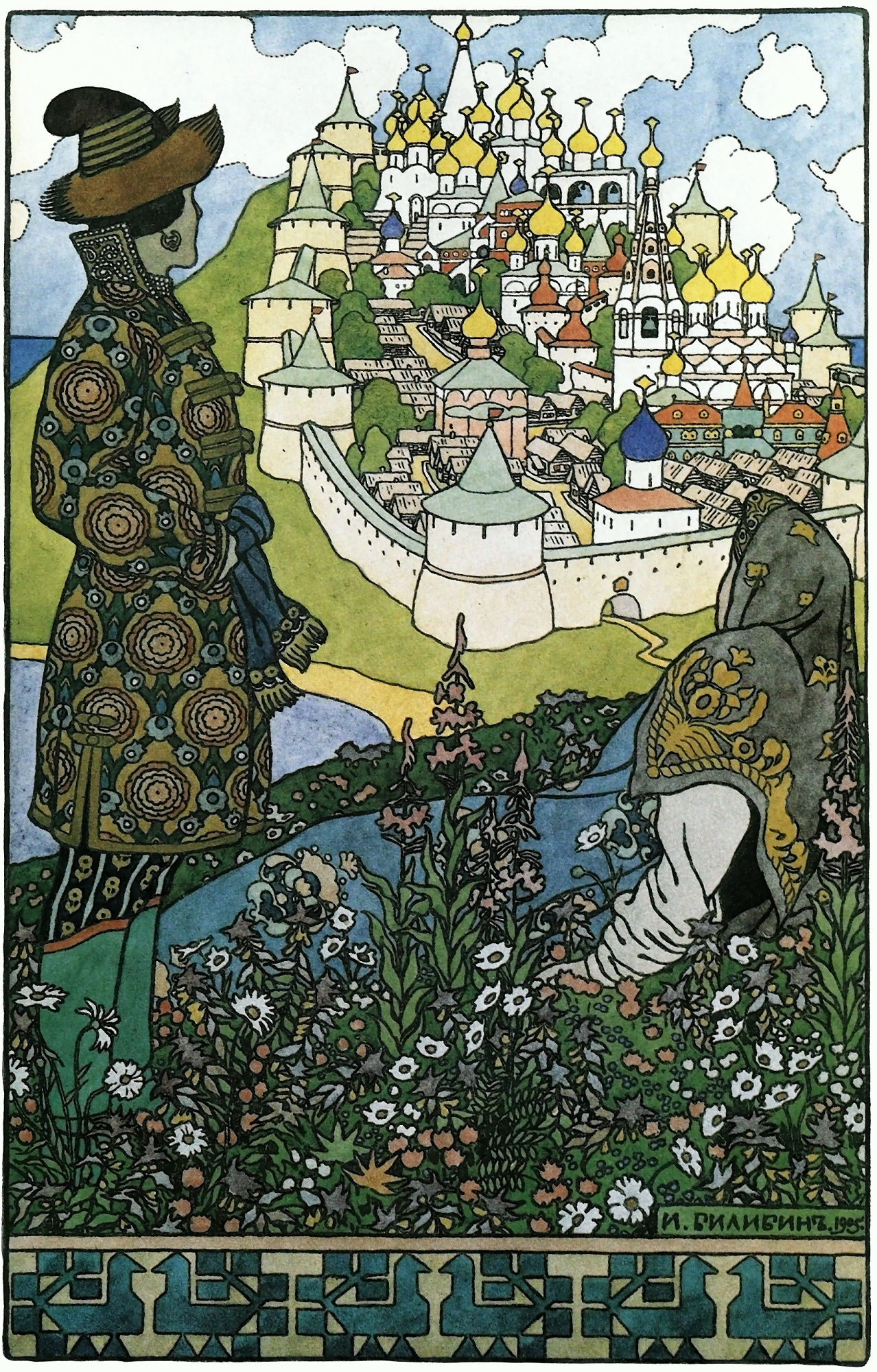
La isla de Buyán
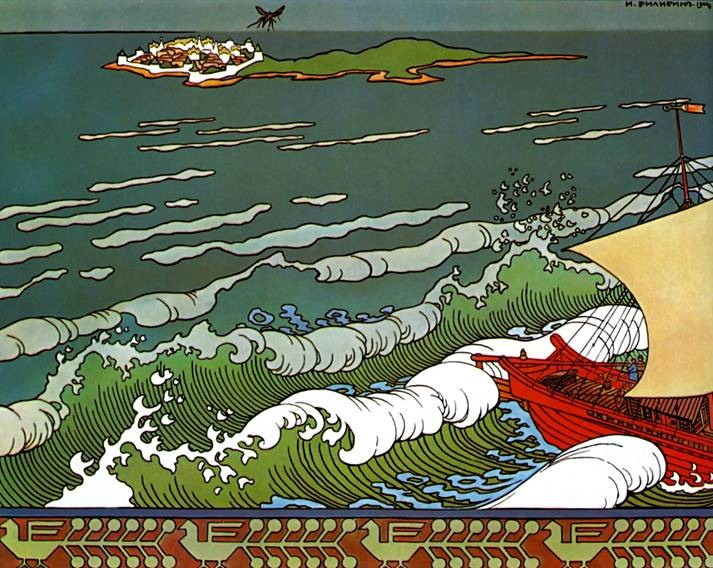
El vuelo del abejorro
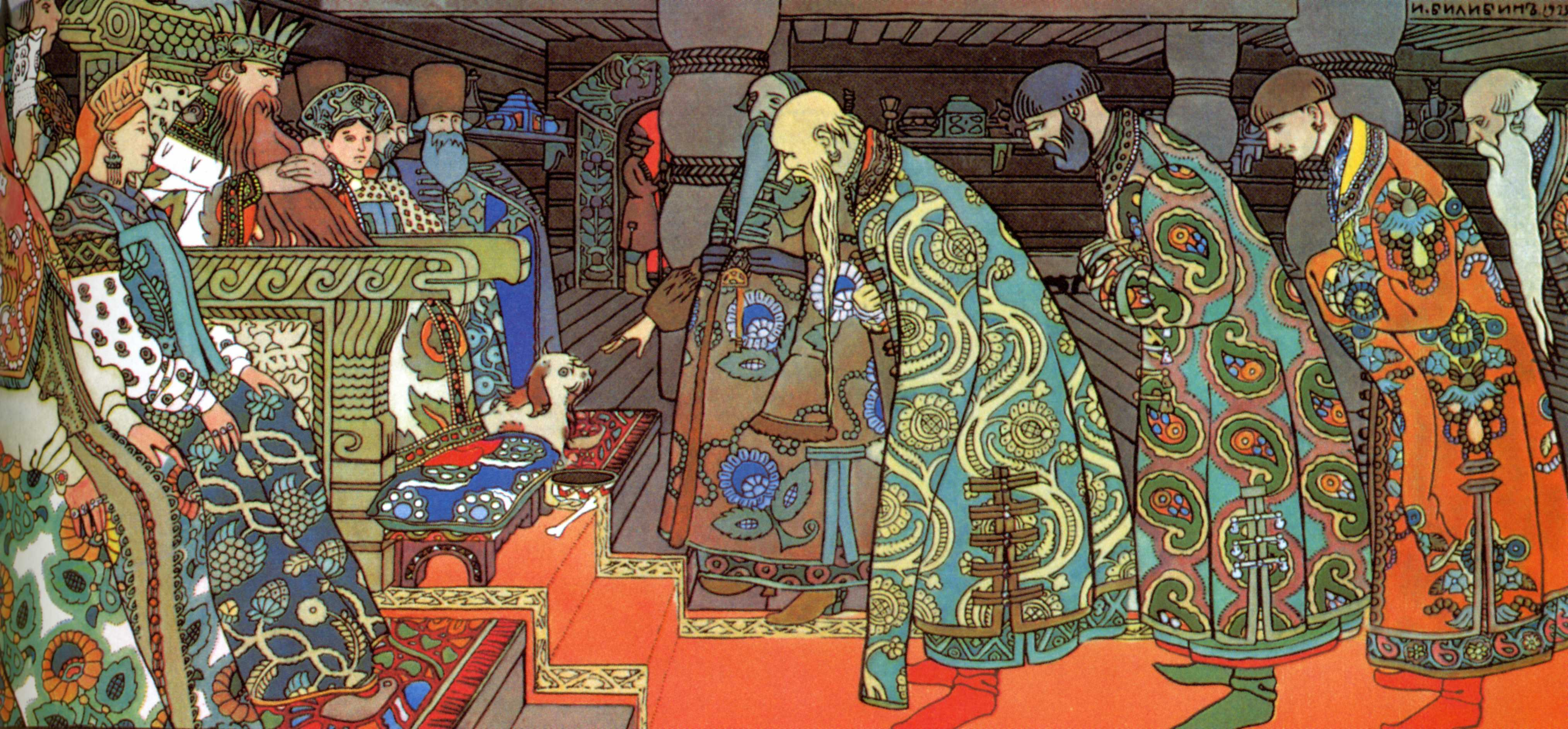
Los mercaderes visitan al zar Saltán